# 박명수의 어떤가요
《박명수의 어떤가요》는 MBC 예능 프로그램 무한도전에서 2012년에 방송된 〈박명수의 어떤가요〉편에 등장하였던 곡들이 수록되어 있는 음반이다.

## 박명수의 어떤가요

### 개요
2012년 12월 29일과 2013년 1월 5일에 걸쳐 방영되었다. 박명수가 작곡가 ‘방배동 살쾡이’로 멤버들에게 줄 노래 여섯 곡을 작사, 작곡하는 도전이었다.

### 공연 순서 및 순위
| 순서 | 가수   | 곡명          | 박명수 평가 순위 | 청중평가단 순위 |
| ---- | ------ | ------------- | ---------------- | --------------- |
| 1    | 정형돈 | 강북멋쟁이    | 1위              | 1위             |
| 2    | 노홍철 | 노가르시아    | 6위              | 6위             |
| 3    | 길     | 엄마를 닮았네 | 5위              | 5위             |
| 4    | 하하   | 섹시보이      | 2위              | 3위             |
| 5    | 정준하 | 사랑해요      | 3위              | 4위             |
| 6    | 유재석 | 메뚜기 월드   | 3위              | 11위            |

## 수록곡
- 전체 작곡: 박명수

| #            | 제목                             | 작사         | 작곡         | 편곡                | 재생 시간 |
| ------------ | -------------------------------- | ------------ | ------------ | ------------------- | --------- |
| 1.           | 〈강북 멋쟁이〉 (정형돈)         | 정형돈       |              | 박명수, 김진훈      | 3:08      |
| 2.           | 〈노가르시아〉 (노홍철)          | 박명수       |              | 박명수, 김진훈      | 2:45      |
| 3.           | 〈엄마를 닮았네〉 (길)           | 박명수, 길   |              | 박명수, 길          | 2:38      |
| 4.           | 〈섹시보이〉 (하하 (Feat. 영지)) | 하하         |              | 박명수, 돈 스파이크 | 3:30      |
| 5.           | 〈사랑해요〉 (정준하)            | 정준하, 니모 |              | 박명수, 돈 스파이크 | 3:41      |
| 6.           | 〈메뚜기 월드〉 (유재석)         | 박명수       | 박명수       | 점춴쑤, 김현호      | 11:11     |
| 총 재생 시간 | 총 재생 시간                     | 총 재생 시간 | 총 재생 시간 | 총 재생 시간        | 18:58     |